# Assembleia Legislativa da Província de São Paulo
A Assembleia Legislativa da Província de São Paulo foi instalada em 2 de fevereiro de 1835 e dissolvida em 20 de novembro de 1889, tendo um total de vinte e sete legislaturas.

## Legislaturas
A lista completa das vinte e sete legislaturas e dos respectivos deputados estaduais segue abaixo.

### 1ª eleição: 1834 (Anulada)
| Imagem | Nome                                       | Partido         | Observações | Votos | Referências e notas |
| ------ | ------------------------------------------ | --------------- | ----------- | ----- | ------------------- |
|        | Agostinho Hermelindo de Leão               | —               |             | 35    |                     |
|        | Antônio Dias de Toledo                     | —               |             | 26    |                     |
|        | Antônio Mariano de Azevedo Marques         | —               |             | 64    |                     |
|        | Antônio Rodrigues de Campos Leite          | —               |             | 51    |                     |
|        | Bento José Pereira                         | —               |             | 33    |                     |
|        | Bernardo José Pinto Gavião Peixoto         | —               |             | 25    |                     |
|        | Cândido Gonçalves Gomide                   | —               |             | 48    |                     |
|        | Carlos Carneiro de Campos                  | —               |             | 53    |                     |
|        | Diogo Antônio Feijó                        | Partido Liberal |             | 26    | [ 3 ] [ 4 ] [ 5 ]   |
|        | Fernando Pacheco Jordão                    | —               |             | 33    |                     |
|        | Francisco de Assis do Monte Carmelo        | —               |             | 51    |                     |
|        | Ildefonso Xavier Ferreira                  | —               | Padre       | 60    |                     |
|        | Jaime da Silva Teles                       | —               |             | 39    |                     |
|        | João da Silva Machado Barão de Antonina    | —               |             | 57    |                     |
|        | Joaquim Fernandes da Fonseca               | —               |             | 41    |                     |
|        | Joaquim Firmino Pereira Jorge              | —               |             | 45    |                     |
|        | Joaquim Inácio Ramalho                     | —               |             | 36    |                     |
|        | Joaquim José de Morais e Abreu             | —               |             | 52    |                     |
|        | Joaquim José Pacheco                       | —               |             | 39    |                     |
|        | Joaquim Pereira de Barros                  | —               |             | 31    |                     |
|        | José Antônio Pimenta Bueno                 | —               |             | 52    |                     |
|        | João Chrisóstomo de Oliveira Salgado Bueno | —               |             | 51    |                     |
|        | José da Costa Carvalho                     | —               |             | 43    |                     |
|        | José de Almeida Leme                       | —               |             | 58    |                     |
|        | José Manuel da Fonseca                     | —               |             | 39    |                     |
|        | José Manuel da Luz                         | —               |             | 41    |                     |
|        | José Manuel da Silva                       | —               |             | 45    |                     |
|        | Manuel Alves Martins                       | —               |             | 48    |                     |
|        | Manuel da Costa e Almeida                  | —               |             | 45    |                     |
|        | Manuel de Faria Dória                      | —               |             | 44    |                     |
|        | Manuel Dias de Toledo                      | —               |             | 26    |                     |
|        | Manuel Eufrásio de Azevedo Marques Júnior  | —               |             | 44    |                     |
|        | Manuel Joaquim do Amaral Gurgel            | —               |             | 66    |                     |
|        | Manuel Gonçalves Andrade                   | —               |             | 44    |                     |
|        | Rodrigo Antônio Monteiro de Barros         | —               |             | 51    |                     |
|        | Vicente Pires da Motta                     | —               |             | 64    |                     |

### 1ª Legislatura: de 1835 a 1837
Deputados
- Antônio Clemente dos Santos
- Antônio de Queirós Teles
- Antônio Dias de Toledo
- Antônio Manuel de Campos Melo
- Antônio Mariano de Azevedo Marques
- Antônio Martins dos Santos
- Antônio Pais de Barros
- Antônio Rodrigues de Campos Leite
- Bernardo José Pinto Gavião Peixoto
- Carlos Carneiro de Campos
- Diogo Antônio Feijó
- Fernando Pacheco Jordão
- Francisco Álvares Machado de Vasconcelos
- Francisco Antônio de Sousa Queirós
- Francisco de Paula Sousa e Melo
- Ildefonso Xavier Ferreira
- Jacinto José Ferraz de Araújo
- João Chrisóstomo de Oliveira Salgado Bueno
- João da  Silva Machado (Barão de Antonina)
- Joaquim José Pinto Bandeira
- Joaquim Pereira de Barros
- Joaquim Silvério de Castro e Sousa Medronho
- José Antônio Pimenta Bueno
- José Inocêncio Alves Alvim
- José Manuel de França
- José Marcelino de Vasconcelos
- Luís Mariano Tolosa
- Manuel de Almeida Freire
- Manuel de Faria Dória
- Manuel Dias de Toledo
- Manuel Eufrásio de Azevedo Marques
- Manuel Joaquim do Amaral Gurgel
- Manuel Joaquim Gonçalves de Andrade
- Nicolau Pereira de Campos Vergueiro
- Rodrigo Antônio Monteiro de Barros
- Vicente Pires da  Motta

Suplentes:
- Agostinho Hermelindo de Leão
- Antônio da  Silva Prado
- Antônio Militão de Sousa Aymberé
- Bento Pais de Barros
- Cândido Gonçalves Gomide (assumiu)
- Cândido José da  Motta
- Cláudio José Machado
- Francisco de Assis do Monte Carmelo
- Francisco de Oliveira
- Francisco de Paula Simões
- Francisco José de Camargo Andrade
- Francisco Lopes de Oliveira
- Francisco Lourenço de Freitas
- Francisco Xavier Pais de Barros
- Inácio Marcondes de Oliveira Cabral
- Jaime da  Silva Teles
- João Teodoro Xavier
- Joaquim Fernandes da  Fonseca
- Joaquim Firmino Pereira Jorge (assumiu)
- Joaquim José de Morais e Abreu
- Joaquim José dos Santos Silva, Barão de Itapetininga (assumiu)
- Joaquim José Pacheco
- José Alves Leite
- José Corrêa Pacheco
- José da Costa Carvalho, Marquês de Monte Alegre (assumiu)
- José de Almeida Leite	(assumiu)
- José Manuel da  Fonseca
- José Manuel da  Luz
- José Manuel da Silva, Barão de Tietê (assumiu)
- Manuel Alves Alvim
- Manuel da  Costa e Almeida
- Manuel Eufrásio de Oliveira
- Manuel Joaquim Gonçalves
- Manuel Ruy Vilares
- Manuel Teotônio de Castro
- Manuel Tomás de Andrade
- Rodrigo de Godoy Moreira (assumiu)

### 2ª Legislatura: de 1838 a 1839
Deputados	
- Antônio Carlos Ribeiro de Andrada
- Antônio Leite Pereira da  Gama Lobo
- Antônio Maria de Moura
- Antônio Mariano de Azevedo Marques
- Bento José Xavier da  Silva
- Carlos Carneiro de Campos
- Delfino Pinheiro de Ulhôa Cintra
- Fernando Pacheco Jordão
- Francisco Alves Machado de Vasconcelos
- Hildefonso Xavier Ferreira
- João Chrisóstomo de Oliveira Salgado Bueno
- João Chrispiniano Soares
- João da  Silva Machado (Barão de Antonina)
- João Teodoro Xavier
- Joaquim José Pacheco
- Joaquim Otávio Nébias
- José de Almeida Leme
- José Inocêncio Alves Alvim
- José Manuel da  Fonseca
- José Manuel da  Luz
- José Manuel da  Silva
- Manuel de Faria Dória
- Manuel Dias de Toledo
- Manuel Eufrásio de Azevedo Marques
- Manuel Eufrásio de Oliveira
- Manuel Joaquim do Amaral Gurgel
- Manuel Joaquim Gonçalves
- Manuel Joaquim Gonçalves de Andrade
- Manuel José de Melo
- Manuel Rodrigues Vilares
- Martim Francisco Ribeiro de Andrada
- Nicolau Pereira de Campos Vergueiro
- Rafael Tobias de Aguiar
- Rodrigo Antônio Monteiro de Barros
- Vicente Pires da  Motta
- Vitoriano dos Santos Dias

Suplentes:
- Antônio Clemente dos Santos
- Antônio Dias de Toledo
- Antônio Manuel de Campos Melo
- Antônio Roberto de Almeida
- Antônio Rodrigues de Campos Leite	 (assumiu)
- Antônio Rodrigues de Almeida Jordão
- Benedicto José de Araújo Toledo
- Bento José Pereira
- Cândido Gonçalves Gomide
- Cláudio José Machado
- Cláudio Justiniano de Sousa
- Francisco Antônio de Almeida Melo	 (assumiu)
- Francisco Antônio de Sousa Queirós, Barão de Sousa Queirós
- Francisco de Paula Sousa e Melo
- Francisco José de Azevedo Júnior
- Gabriel José Rodrigues dos Santos
- Inácio Marcondes de Oliveira Cabral
- Jacinto José Ferraz de Araújo
- Jaime da  Silva Teles
- João da  Silva Carrão
- João de Abreu Sá Souto Maior
- Joaquim Fernando da  Fonseca
- Joaquim Inácio Ramalho
- Joaquim José Pinto Bandeira
- José Alves dos Santos
- José Diogo de Carvalho
- José Gomes de Almeida
- José Joaquim de Lacerda
- José Manuel França
- José Mathias Ferreira de Abreu Júnior
- Manuel da  Costa e Almeida
- Manuel de Almeida Freire
- Manuel de Meireles Freire
- Manuel Joaquim Gonçalves de Andrade
- Martinho da  Silva Prado
- Martins dos Santos Rego

### 3ª Legislatura: de 1840 a 1841
Deputados
- Antônio Carlos Ribeiro de Andrada Machado e Silva
- Antônio Leite Pereira da  Gama Lobo
- Antônio Manuel de Campos Melo
- Antônio Maria de Moura
- Carlos Carneiro de Campos
- Fernando Pacheco Jordão
- Francisco Antônio de Almeida Melo
- Francisco Antônio de Sousa Queirós
- Francisco Antônio Machado de Vasconcelos
- Francisco de Paula Sousa e Melo
- Gabriel José Rodrigues dos Santos
- João Chrispiniano Soares
- João Silva Machado
- João Teodoro Xavier
- Joaquim Firmino Pereira Jorge
- Joaquim Floriano de Toledo
- Joaquim Manuel Gonçalves de Andrade
- Joaquim Otávio Nébias
- José Alves dos Santos
- José Antônio Pimenta Bueno
- José de Almeida Leme
- José Joaquim Pacheco
- José Manuel da  Fonseca
- José Manuel da  Luz
- José Manuel da  Silva
- José Manuel de França
- Manuel de Faria Dória
- Manuel Dias de Toledo
- Manuel Eufrásio de Oliveira
- Manuel Gonçalves Andrade
- Manuel Joaquim do Amaral Gurgel
- Manuel Rodrigues Vilares
- Martim Francisco Ribeiro de Andrada
- Nicolau Pereira de Campos Vergueiro
- Rafael Tobias de Aguiar
- Rodrigo Antônio Monteiro de Barros

Suplentes:
- Agostinho Hermelindo de Leão
- Antônio Luís de Almeida Jordão
- Antônio Luís dos Santos
- Antônio Militão de Sousa Aymberé
- Antônio Moreira da  Costa Guimarães
- Benedicto José de Araújo Toledo
- Bernardo José Pinto Gavião Peixoto
- Cândido Gonçalves Gomide	 (assumiu)
- Cláudio Luís da  Costa
- Clemente Falcão de Sousa
- Delfino Pinheiro de Ulhôa Cintra
- Diogo Antônio Feijó
- Domingos Marcondes Monteiro
- Felippe Xavier da  Rocha
- Francisco José Corrêa
- Francisco José de Azevedo Júnior
- Francisco José de Lima	 (assumiu)
- Francisco Manuel Junqueira
- Francisco Xavier de Barros
- Inácio Marcondes de Oliveira Cabral
- Ildefonso Xavier Ferreira	 (assumiu)
- Jacinto José Ferraz de Araújo
- João Chrisóstomo de Oliveira Salgado Bueno
- João da  Silva Carrão
- João Evangelista de Negreiros Saião Lobato, Visconde de Sabará (assumiu)
- João Joaquim de Carvalho Pinto
- João José Vieira Ramalho
- Joaquim Fernando da  Fonseca
- Joaquim Inácio Ramalho
- Joaquim José Pinto Bandeira
- José Inácio Silveira da  Motta
- José Joaquim de Lucena
- Joaquim Manuel Gomes de Andrade
- Miguel Archanjo Pibeiro de Castro Camargo
- Rodrigo de Oliveira Bueno Godói Moreira
- Tristão de Abreu Rangel
- Vitoriano José dos Santos Dias

### 4ª Legislatura: de 1842 a 1843
Deputados
- Antônio Carlos Ribeiro de Andrada Machado e Silva
- Antônio Joaquim da  Silva Cutrim
- Antônio Manuel de Campos Melo
- Antônio Pais de Barros
- Antônio Pereira Pinto
- Antônio Rodrigues de Campos Leite
- Bernardo José Pinto Gavião Peixoto
- Constâncio de Almeida Faria
- Diogo Antônio Feijó
- Francisco Álvares Machado Vasconcelos
- Francisco Antônio de Sousa Queirós
- Francisco de Paula Sousa e Melo
- Francisco José de Azevedo Júnior
- Gabriel José Roiz dos Santos
- Inácio Marcondes Oliveira Cabral
- Ildefonso Xavier Ferreira
- Jacinto José Ferraz de Araújo
- João Chrispiniano Soares
- João da  Silva Carrão
- João da  Silva Machado, Barão de Antonina
- Joaquim Antônio Pinto Júnior
- Joaquim Floriano de Toledo
- Joaquim Inácio Ramalho
- Joaquim José dos Santos Silva
- José Gaspar dos Santos Lima
- José Joaquim Lacerda
- José Manuel de França
- José Pimenta Bueno
- Manuel de Faria Dória
- Manuel Dias de Toledo
- Manuel Joaquim do Amaral Gurgel
- Martim Francisco Ribeiro de Andrada
- Nicolau Pereira de Campos Vergueiro
- Rafael Tobias de Aguiar
- Tristão de Abreu Rangel
- Vicente Pires da  Motta

Suplentes:
- Agostinho Hermelindo de Leão
- Antônio Barbosa da  Silva
- Antônio Clemente dos Santos	 (assumiu)
- Antônio Luís de Almeida Jordão
- Antônio Manuel Teixeira
- Antônio Mariano de Azevedo Marques
- Antônio Máximo da  Cunha
- Antônio Moreira da  Costa Guimarães
- Archanjo Ribeiro de Castro Camargo
- Cândido José da  Motta
- Carlos Carneiro de Campos
- Clemente Falcão de Sousa
- Fernando Pacheco Jordão
- João Evangelista de Negreiros Sayão Lobato
- João Lopes da  Silva
- Joaquim Firmino Pereira Jorge
- Joaquim José de Morais e Abreu
- Joaquim José Pacheco
- Joaquim Manuel Gonçalves de Andrade
- Joaquim Octavio Nébias
- José da  Costa Carvalho
- José de Almeida Leme
- José Inácio Silveira da  Motta
- José Jacinto de Toledo
- José Manuel da  Fonseca
- José Manuel da  Silva
- José Maria de Sousa
- Lourenço de Melo Franco	 (assumiu)
- Lúcio Manuel Félix dos Santos Capelo
- Manuel Antônio Guimarães
- Manuel Joaquim Gonçalves
- Manuel Joaquim Gonçalves de Andrade
- Manuel José de Melo
- Rodrigo Antônio Monteiro de Barros
- Vicente de Sousa Queirós
- Vicente Eufrásio da  Silva Abreu

### 5ª Legislatura: de 1844 a 1845
Deputados	
- Antônio Joaquim de Sampaio Peixoto
- Cândido Gonçalves Gomide
- Carlos Carneiro de Campos
- Carlos Ilidio da  Silva
- Cláudio Joaquim Justiniano de Sousa
- Clemente Falcão de Sousa
- Delfino Pinheiro de Ulhôa Cintra
- Diogo de Mendonça Pinto
- Fernando Pacheco Jordão
- Francisco Antônio de Almeida Melo
- Francisco de Assis Peixoto Gomide
- Francisco de Paula Machado
- Francisco José Corrêa
- Honório Manuel José de Melo
- João Evangelista de Negreiros Sayão
- João José Vieira Ramalho
- João Teodoro Xavier
- Joaquim Fernando da  Fonseca
- Joaquim Firmino Pereira Jorge
- Joaquim José de Morais e Abreu
- Joaquim José Pacheco
- Joaquim Manuel Gonçalves de Andrade
- Joaquim Otávio Nébias
- Joaquim Pinto Porto
- José Alves dos Santos
- José Augusto Gomes de Menezes
- José da  Costa Carvalho
- José de Almeida Leme
- José Manuel da  Fonseca
- José Manuel da  Silva
- José Mathias Ferreira de Abreu
- Manuel Bento Guedes de Carvalho
- Manuel Francisco Corrêa Júnior
- Manuel Joaquim Gonçalves
- Rodrigo Antônio Monteiro de Barros

Suplentes:
- Antônio Carlos Ribeiro de Andrada Machado e Silva
- Antônio Leite Pereira da  Gama Lobo
- Antônio Manuel de Campos Melo
- Antônio Mariano de Azevedo Marques	 (assumiu)
- Antônio Maurício da  Costa Guimarães
- Antônio Pereira Pinto
- Bernardo José Pinto Gavião Peixoto
- Carlos Antônio de Bulhões Ribeiro	 (assumiu)
- Constâncio de Almeida Faria
- Felippe Corrêa Pacheco
- Francisco Alves Machado
- Francisco Antônio de Sousa Queirós
- Francisco de Paula Sousa e Melo
- Francisco José de Azevedo Júnior
- Francisco José de Lima	 (assumiu)
- Inácio José de Araújo
- Inácio Marcondes de Oliveira Cabral
- João Carlos da  Silva Teles	 (assumiu)
- João da  Silva Carrão
- João Miguel de Melo Taques
- Joaquim Floriano de Toledo
- Joaquim Inácio Ramalho
- José Antônio Pimenta Bueno
- José Antônio Pinto
- José Elias Pacheco Jordão	 (assumiu)
- José Inácio Silveira da  Motta
- José Joaquim de Andrada e Silva
- José Vicente de Azevedo
- Luís Bernardo Pinto Ferraz
- Luís Pedreira do Couto Ferraz
- Manuel Eufrásio de Oliveira
- Manuel Joaquim do Amaral Gurgel
- Martim Francisco Ribeiro de Andrada
- Miguel Antônio Guimarães
- Nicolau Pereira de Campos Vergueiro
- Ovídio Saraiva de Carvalho e Silva
- Rafael de Araújo Ribeiro	 (assumiu)

### 6ª Legislatura: de 1846 a 1847
Deputados
- Anacleto Ferreira Pinto
- Antônio Barbosa da  Silva
- Antônio Carlos Ribeiro de Andrada Machado e Silva
- Antônio Clemente dos Santos
- Antônio Francisco de Azevedo
- Antônio José Nogueira
- Antônio Manuel de Campos Melo
- Antônio Manuel Teixeira
- Antônio Moreira da  Costa Guimarães
- Antônio Pais de Barros
- Bernardo José Pinto Gavião Peixoto
- Felício Pinto de Mendonça e Castro
- Francisco Álvares Machado de Vasconcelos
- Francisco Antônio de Sousa Queirós
- Francisco de Paula Sousa e Melo
- Francisco José Azevedo Júnior
- Francisco Lopes Chaves
- Francisco Lourenço de Freitas
- Gabriel José Rodrigues dos Santos
- Inácio Marcondes de Oliveira Cabral
- João Chrispiniano Soares
- João da  Silva Carrão
- João Marcelino de Sousa Gonzaga
- João Viegas Jort Muniz
- Joaquim Antônio Pinto Júnior
- José Alves Leite
- José Inácio Alves Alvim
- José Joaquim Machado de Oliveira
- José Manuel de França
- Manuel Dias de Toledo
- Manuel Joaquim do Amaral Gurgel
- Manuel Teotônio da  Costa
- Nicolau Pereira de Campos Vergueiro
- Rafael Tobias de Aguiar
- Tristão de Abreu Rangel
- Valêncio de Alvarenga Ferreira

Suplentes:
- Antônio Duarte Novaes
- Antônio Gomes Pinheiro Machado
- Antônio Joaquim da  Silva Cutrim
- Antônio Pereira de Barros
- Balduino de Almeida Taques	 (assumiu)
- Cândido Marcondes Ribas
- Carlos Carneiro de Campos
- Constantino de Almeida Faria
- Estêvão Ribeiro de Sousa Resende, Barão de Resende	 (assumiu)
- Flamínio Antônio do Nascimento Lessa
- Florêncio de Araújo Cintra
- Francisco Antonio Pinto
- Francisco de Melo Franco
- Germano Félix de Oliveira
- João Antônio dos Santos
- João Dias Teixeira de Toledo
- João Ferreira de Sousa
- Joaquim Floriano de Araújo Cintra
- Joaquim Floriano de Toledo	 (assumiu)
- Joaquim Pedro Vilaça
- Joaquim Roberto de Carvalho Pinto
- José Caetano de Oliveira
- José Christiano Garça Stockler
- José do Amaral Gurgel
- José Joaquim Lacerda
- José Joaquim Pacheco
- José Roberto de Melo Franco
- Leandro José da  Costa	 (assumiu)
- Luciano Rodrigues de Sousa Melo
- Manuel José de França	 (assumiu)
- Manuel Gonçalves Andrade
- Rafael de Araújo Ribeiro
- Rodrigo de Oliveira Bueno de Godoy Moreira
- Vicente Eufrásio da  Silva Abreu

### 7ª Legislatura: de 1848 a 1849
Deputados
- Antônio Clemente dos Santos
- Antônio Francisco de Paula Sousa
- Antônio José Nogueira
- Antônio Manuel Teixeira
- Antônio Moreira da  Costa Guimarães
- Bernardo José Pinto Gavião Peixoto
- Felício Pinto Coelho de Mendonça e Castro
- Felippe Xavier da  Rocha
- Flamínio Antônio do Nascimento Lessa
- Francisco Antônio de Sousa Queirós
- Francisco da  Silva Ribeiro
- Francisco José de Azevedo Júnior
- Francisco Lopes Chaves
- Gabriel José Rodrigues dos Santos
- Inácio Marcondes de Oliveira Cabral
- João da  Silva Carrão
- João Dabney de Avelar Brotero
- João José Rodrigues
- Joaquim Antônio Pinto Júnior
- Joaquim Floriano de Araújo Cintra
- Joaquim Floriano de Toledo
- Joaquim José Pinto Bandeira
- José do Amaral Gurgel
- José Inocêncio Alves Alvim
- José Joaquim Machado de Oliveira
- José Manuel de França
- Leandro José da  Costa
- Manuel de Aguiar Valim
- Manuel José Chaves
- Manuel José de França
- Manuel Teotônio de Castro
- Mariano Rodrigues de Sousa e Melo
- Martim Francisco Ribeiro de Andrada
- Rafael Tobias de Aguiar
- Rodrigo de Oliveira Bueno  Godoy Moreira
- Tristão de Abreu Rangel

Suplentes:
- Antônio Francisco de Azevedo	 (assumiu)
- Antônio Joaquim de Sampaio Peixoto
- Antônio Joaquim Ribas
- Antônio José de Araújo	 (assumiu)
- Cândido Gonçalves Gomide
- Cândido Marcondes Ribas	 (assumiu)
- Carlos Carneiro de Campos	 (assumiu)
- Diogo de Mendonça Pinto
- Francisco Antônio de Almeida Melo
- Francisco de Assis Peixoto Gomide
- Francisco de Paula Machado
- Francisco Garcia Ferreira	 (assumiu)
- Francisco José Corrêa
- Francisco José de Lima	 (assumiu)
- Francisco Lopes de Oliveira	 (assumiu)
- Hipólito José Soares de Sousa	 (assumiu)
- João Carlos da  Silva Teles
- João José Vieira Ramalho
- João Lopes da  Silva	 (assumiu)
- Joaquim Bonifácio do Amaral
- Joaquim Fernando da  Fonseca
- Joaquim José de Morais e Abreu
- Joaquim José Pacheco	 (assumiu)
- Joaquim Manuel Gonçalves de Andrade	 (assumiu)
- Joaquim Otávio Nébias
- José Alves dos Santos
- José Caetano de Oliveira	 (assumiu)
- José Inácio Silveira da  Motta	 (assumiu)
- José Manuel da  Fonseca
- José Mathias Ferreira de Abreu
- José Rodrigues Leite	 (assumiu)
- Manuel Bento Guedes de Carvalho
- Manuel de Meireles Freire
- Manuel Joaquim do Amaral Gurgel	 (assumiu)
- Paulino Ayres de Aguirra	 (assumiu)

### 8ª Legislatura: de 1850 a 1851
Deputados	
- Antônio Barbosa Gomes Nogueira
- Antônio de Queirós Teles Júnior
- Antônio Gonçalves Barbosa da  Cunha
- Antônio Joaquim da Rosa,  Barão de Piratininga
- Antônio Joaquim de Sampaio Peixoto
- Antônio Joaquim Ribas
- Antônio Leme da  Silva
- Antônio Militão de Sousa Aymberé
- Benedicto José de Araújo Toledo
- Bento José de Andrade e Silva
- Delfino Pinheiro de Ulhôa Cintra
- Diogo de Mendonça Pinto
- Francisco Antônio de Almeida Melo
- Francisco de Paula Araújo Macedo
- Francisco de Paula Machado
- Francisco de Paula Toledo
- Francisco Honorato de Moura
- Francisco José de Lima
- Hipólito José Soares de Sousa
- João de Oliveira Franco
- Joaquim Fernandes da  Fonseca
- Joaquim Inácio Silveira da  Motta
- Joaquim José de Morais e Abreu
- Joaquim Manuel Gonçalves de Andrade
- José Alves dos Santos
- José Antônio Vaz de Carvalhais
- José Elias Pacheco Jordão
- José Jacinto de Toledo
- Manuel Affonso Pereira Chaves
- Manuel Alves de Almeida Lima
- Manuel Antônio Guimarães
- Manuel Bento Guedes de Carvalho
- Manuel José de Melo
- Martim Gonçalves Gomide
- Salvador José Corrêa Coelho
- Vicente Ferreira da  Silva Bueno

Suplentes:
- Antônio Clemente dos Santos
- Antônio Egídio da  Cunha
- Antônio José Nogueira
- Antônio Moreira da  Costa Guimarães
- Bernardo Avelino Gavião Peixoto
- Daniel Augusto Machado
- Felippe Xavier da  Rocha
- Flamínio Antônio do Nascimento Lessa
- Francisco de Assis Pupo	 (assumiu)
- Francisco de Assis Vieira Bueno
- Francisco José de Azevedo Júnior
- Gabriel José Rodrigues dos Santos	 (assumiu)
- Henrique de Beaurepaire Rohan
- Inácio Marcondes de Oliveira Cabral
- Jesuíno Marcondes de Oliveira e Sá
- João da  Silva Carrão
- João da Avelar Brotero	 (assumiu)
- João de Sá Souto Maior
- João José Rodrigues
- João Lopes da  Silva
- João Marcelino de Sousa Gonzaga
- Joaquim Antônio Pinto Júnior
- Joaquim Inácio Ramalho
- Joaquim José Pinto Bandeira
- José de Aguiar Toledo
- José do Amaral Gurgel
- José Francisco Corrêa Filho
- José Inocêncio Alves Alvim
- José Joaquim Machado de Oliveira
- Manuel Teotônio de Castro
- Mariano Rodrigues de Sousa Melo
- Martim Francisco Ribeiro de Andrada Filho	 (assumiu)
- Paulino Ayres de Aguirra
- Paulo Antônio do Vale
- Rafael Tobias de Aguiar
- Tristão de Abreu Rangel

### 9ª Legislatura: de 1852 a 1853
Deputados
- Antônio Barbosa Gomes Nogueira
- Antônio de Queirós Teles
- Antônio Fiúza de Almeida
- Antônio Gomes dos Reis
- Antônio Gonçalves Barbosa da  Cunha
- Antônio Joaquim da Rosa,  Barão de Piratininga
- Antônio Joaquim Ribas
- Antônio Pinto da  Silva Vale
- Carlos Carneiro de Campos
- Delfino Pinheiro de Ulhôa Cintra
- Diogo de Mendonça Pinto
- Domingos Marcondes Monteiro
- Francisco Antônio de Almeida Melo
- Francisco de Paula Machado
- Francisco de Paula Toledo
- Francisco José de Lima
- Hipólito José Soares de Sousa
- Inácio José de Araújo
- João José Vieira Ramalho
- Joaquim José Pacheco
- Joaquim Manuel Gonçalves de Andrade
- José Alves dos Santos
- José Antônio Vaz de Carvalhais
- José de Aguiar Toledo
- José Elias Pacheco Jordão
- José Inácio Silveira da  Motta
- José Inácio Silveira da  Motta
- José Manuel da  Silva
- José Mathias Ferreira de Abreu
- Luís Alves da  Silva
- Manuel Affonso Pereira Chaves
- Manuel Bento Guedes de Carvalho
- Manuel de Oliveira Franco
- Marcelino José de Carvalho
- Martim Francisco Ribeiro de Andrada
- Salvador José Corrêa Coelho

Suplentes:
- Agostinho José de Oliveira Machado
- Antônio Cândido de Abreu Ferreira
- Antônio Clemente dos Santos
- Antônio Egídio da  Cunha
- Antônio José Nogueira
- Antônio Moreira da  Costa Guimarães
- Bernardo Avelino Gavião Peixoto
- Daniel Augusto Machado
- Felippe Xavier da  Rocha
- Flamínio Antônio do Nascimento Lessa
- Francisco de Assis Vieira Bueno
- Francisco José de Azevedo Júnior
- Gabriel José Rodrigues dos Santos	 (assumiu)
- Henrique de Beaurepaire Rohan
- Inácio Marcondes de Oliveira Cabral
- João da  Silva Carrão
- João Dabney de Avelar Brotero	 (assumiu)
- João de Sá Souto Maior
- João José Rodrigues	 (assumiu)
- João Marcelino de Sousa Gonzaga
- João Nepomuceno de Sousa Freire	 (assumiu)
- Joaquim Antônio Pinto Júnior
- Joaquim Inácio Ramalho
- Joaquim Firmino Pereira Jorge	 (assumiu)
- Joaquim José Pacheco Jordão	 (assumiu)
- Joaquim José Pinto Bandeira
- José do Amaral Gurgel
- José Francisco Corrêa Filho
- José Inocêncio Alves Alvim
- José Joaquim Machado de Oliveira
- Manuel Eufrásio de Toledo
- Manuel Teotônio de Castro
- Mariano Rodrigues de Sousa Melo	 (assumiu)
- Paulino Ayres de Aguirra
- Paulo Antônio do Vale
- Rafael Tobias de Aguiar
- Reginaldo Antônio de Moraes Sales
- Tristão de Abreu Rangel

### 10ª Legislatura: de 1854 a 1855
Deputados
- Amador Rodrigues de Lacerda Jordão, Barão de São João do Rio Claro
- Antônio de Queirós Teles
- Antônio Ferreira da  Silva Júnior
- Antônio Gonçalves Barbosa da  Cunha
- Antônio Joaquim da Rosa,  Barão de Piratininga
- Antônio Joaquim de Sampaio Peixoto
- Antônio Joaquim Ribas
- Antônio Luís dos Reis França
- Antônio Pinto da  Silva Vale
- Bento José Labre
- Carlos Carneiro de Campos
- Delfino Pinheiro de Ulhôa Cintra
- Diogo de Mendonça Pinto
- Francisco Antônio de Almeida Melo
- Francisco de Paula Machado
- Francisco de Paula Toledo
- Francisco Egídio da  Fonseca Pacheco
- Francisco Honorato de Moura
- Hipólito José Soares de Sousa
- Inácio José de Araújo
- João Batista da Silva Gomes Barata
- João Sertório Júnior
- João Vicente Valadão
- Joaquim Manuel Gonçalves de Andrade
- Joaquim Pinto Porto
- José Alves dos Santos
- José Inácio Silveira da  Motta
- José Manuel da  Fonseca
- José Manuel da Silva, Barão de Tietê
- José Pedro de Azevedo Segurado
- Manuel Affonso Pereira Chaves
- Marcelino José de Carvalho
- Martinho da  Silva Prado
- Prudêncio Geraldes Tavares da  Veiga Cabral
- Ricardo Gumbleton da unt
- Salvador José Corrêa Coelho

Suplentes:
- Agostinho José de Oliveira Machado
- Antônio Aguiar de Barros
- Antônio Francisco de Paula Sousa
- Antônio Gomes dos Reis	 (assumiu)
- Bernardo Avelino Gavião Peixoto
- Daniel Augusto Machado
- Flamínio Antônio do Nascimento Lessa
- Francisco de Assis Vieira Bueno
- Francisco Inácio dos Santos Cruz
- Francisco José de Azevedo Júnior
- Gabriel José Rodrigues dos Santos
- João da  Silva Carrão
- João Dabney de Avelar Brotero
- João José Rodrigues
- João Nepomuceno de Sousa Freire
- Joaquim Inácio Ramalho
- Joaquim José Pacheco
- Joaquim Otávio Nébias
- José Antônio Pinto
- José Antônio Vaz de Carvalhais
- José Domingues de Castro	 (assumiu)
- José Inácio Silveira da  Motta
- José Joaquim Machado de Oliveira
- José Maria de Andrade
- José Vicente de Azevedo	 (assumiu)
- Luís Alves da  Silva
- Luís Antonio da  Silva	 (assumiu)
- Manuel de Aguiar Valim
- Manuel Dias de Toledo
- Manuel Eufrazio de Toledo	 (assumiu)
- Manuel Venâncio Campos da  Paz
- Martim Francisco Ribeiro de Andrada
- Miguel Francisco da s Chagas
- Pedro Maria Xavier de Castro
- Rafael de Araújo Ribeiro	 (assumiu)
- Rafael Tobias de Aguiar
- Vicente José da  Costa Cabral	 (assumiu)

### 11ª Legislatura: de 1856 a 1857
Deputados
- Amador Rodrigues de Lacerda Jordão, Barão de São João do Rio Claro
- Antônio de Queirós Teles
- Antônio de Queirós Teles Júnior
- Antônio Gonçalves Barbosa da  Cunha
- Antônio Joaquim da Rosa,  Barão de Piratininga
- Antônio Joaquim Ribas
- Carlos Carneiro de Campos
- Delfino Pinheiro de Ulhôa Cintra
- Diogo de Mendonça Pinto
- Fernando Pacheco Jordão Júnior
- Francisco Antônio de Almeida Melo
- Francisco de Assis e Oliveira Borges,  Barão de Guaratinguetá
- Francisco de Paula Machado
- Francisco de Paula Toledo
- Francisco Honorato de Moura
- Inácio José de Araújo
- João da  Silva Carrão
- João Sertório Júnior
- João Vicente Valadão
- Joaquim Floriano de Godoy Júnior
- Joaquim Otávio Nébias
- Joaquim Pinto Porto
- José Alves dos Santos
- José Inácio Silveira da  Motta
- José Manuel da  Fonseca
- José Manuel da Silva, Barão de Tietê
- José Pedro de Azevedo Segurado
- Manuel Affonso Pereira Chaves
- Manuel Eufrásio de Toledo
- Joaquim Manuel Gomes de Andrade
- Manuel Marcondes de Moura e Costa
- Marcelino José de Carvalho
- Martim Francisco Ribeiro de Andrada
- Martinho da  Silva Prado
- Pedro Taques de Almeida Alvim
- Salvador José Corrêa Coelho

Suplentes:
- Antônio Gomes dos Reis
- Antônio Gonçalves Gomide
- Antônio Moreira da  Costa Guimarães
- Bernardo Avelino Gavião Peixoto
- Daniel Augusto Machado
- Francisco de Assis Vieira Bueno
- Francisco Egídio da  Fonseca	 (assumiu)
- Francisco Inácio dos Santos Cruz
- Francisco José de Azevedo Júnior
- Gabriel José Rodrigues dos Santos	 (assumiu)
- João Batista da  Silva Gomes Barata	 (assumiu)
- João Dabney de Avelar Brotero	 (assumiu)
- João Gonçalves Pereira
- João Mendes de Almeida
- João Teodoro Xavier de Matos	 (assumiu)
- Joaquim Antônio Pinto Júnior
- Joaquim Egídio de Sousa Aranha, Barão de Três Rios
- Joaquim Inácio Ramalho
- José Antônio Pinto
- José Carlos de Alambary Luz
- José Elias Pacheco Jordão
- José Joaquim Machado de Oliveira
- José Nepomuçeno de Sousa Freire
- José Porfírio de Lima
- José Vicente de Azevedo
- Luís Alves da  Silva
- Manuel Antônio Bittencourt
- Manuel Bento Guedes de Carvalho
- Manuel Dias de Toledo
- Manuel Eufrásio de Azevedo Sobrinho
- Manuel Teixeira de Almeida	 (assumiu)
- Manuel Venâncio Campos da  Paz
- Prudêncio Geraldes Tavares da  Veiga Cabral	 (assumiu)
- Rafael Tobias de Aguiar
- Ricardo Gumbleton Daunt

### 12ª Legislatura: de 1858 a 1859
1° Distrito:
Deputados
- Antônio de Queirós Teles
- Delfino Pinheiro de Ulhôa Cintra
- João Vicente Valadão
- Rodrigo Augusto da  Silva

Suplentes:
- Rodrigo Antônio Monteiro de Barros (assumiu)
- Manuel Dias da  Silva (assumiu)

2° Distrito:
Deputados
- Marcelino José de Carvalho
- Joaquim Floriano de Godoy Júnior
- José Martiniano de Oliveira Borges
- Joaquim Lopes Chaves

Suplentes:
- Francisco Inácio dos Santos Cruz (assumiu)
- Januário José da  Silva (assumiu)

3° Distrito:
Deputados
- Antônio Luís dos Reis França
- Antônio Moreira da  Costa Guimarães
- Flamínio Antônio do Nascimento Lessa
- Gabriel José Rodrigues dos Santos

Suplentes:
- Manuel Eufrásio de Toledo (assumiu)
- Manuel Monteiro de Godoy (assumiu)

4° Distrito:
Deputados
- João de Azevedo Carneiro Maia
- Luís Dias Novaes
- Manuel Teotônio de Castro
- Martim Francisco Ribeiro de Andrada

Suplentes:
- Francisco Gomes dos Santos Lopes
- Francisco Félix de Castro (assumiu)

5° Distrito:
Deputados
- Américo Brasiliense de Almeida Melo
- Antônio Francisco de Paula Sousa
- Francisco José Rodrigues
- José Rodrigues Leite

Suplentes:
- Antônio Augusto da Costa Aguiar (assumiu)
- Francisco Martins Bonilha

6° Distrito:
Deputados
- José Manuel da Silva, Barão de Tietê
- Manuel Affonso Pereira Chaves
- Manuel Bento Guedes de Carvalho
- Pedro Taques de Almeida Alvim

Suplentes:
- Francisco de Oliveira Lima
- Domingos Leonel Ferreira (assumiu)

7° Distrito:
Deputados
- Antônio Joaquim Ribas
- Joaquim Otávio Nébias
- Manuel Eufrásio de Azevedo Marques Sobrinho
- Scipião Ferreira Goulart Junqueira

Suplentes:
- Antônio Luís Pereira da  Cunha (assumiu)
- Zeferino José do Prado	(assumiu)

8° Distrito:
Deputados
- Francisco Egídio da  Fonseca
- Gabriel José Rodrigues dos Santos
- José Vergueiro
- Amador Rodrigues de Lacerda Jordão, Barão de São João do Rio Claro

Suplentes:
- Antônio José Vieira Barbosa
- Joaquim de Almeida Leite de Moraes (assumiu)

9° Distrito:
Deputados
- Joaquim Manuel Gonçalves de Andrade
- José Alves dos Santos Júnior
- Luís Silvério Alves Cruz
- Martinho da  Silva Prado

Suplentes:
- Prudêncio Geraldes Tavares da  Veiga Cabral	(assumiu)
- Evaristo de Araújo Cintra (assumiu)

### 13ª Legislatura: de 1860 a 1861
1° Distrito:
Deputados
- João da  Silva Carrão
- João Vicente Valadão
- Rodrigo Augusto da  Silva
- Vicente Ferreira da  Silva Bueno

Suplentes:
- José Pinheiro Ulhôa Cintra	 (assumiu)
- Gabriel Marques Cantinho	 (assumiu)

2° Distrito:
Deputados
- Antônio Gonçalves Barbosa da  Cunha
- Joaquim Floriano de Godoy Júnior
- Joaquim Lopes Chaves
- Marcelino José de Carvalho

Suplentes:
- Francisco de Paula Toledo	 (assumiu)
- Francisco Inácio dos Santos Cruz	 (assumiu)

3° Distrito:
Deputados
- Antônio Moreira da  Costa Guimarães
- Flamínio Antônio do Nascimento Lessa
- João da  Silva Carrão
- Manuel Eufrásio de Toledo

Suplentes:
- Antônio José Moreira de Castilho	 (assumiu)
- Antônio Luís dos Reis França

4° Distrito:
Deputados
- Antônio Clemente dos Santos
- Balthazar da  Silva Carneiro
- Luís Dias Novaes
- Martim Francisco Ribeiro de Andrada

Suplentes:
- Antônio Januário Lopes de Andrade (assumiu)
- José Rodrigues de Sousa

5° Distrito:
Deputados
- Américo Brasiliense de Almeida Melo
- Antônio Francisco de Paula Sousa
- Joaquim Antônio Pinto Júnior
- José do Amaral Gurgel

Suplentes:
- João Tibiriçá Piratininga
- Joaquim Mariano de Almeida Moraes (assumiu)

6° Distrito:
Deputados
- Joaquim Antônio Pinto Júnior
- Paulino Ayres de Aguirra
- Pedro Taques de Almeida Alvim
- Rafael Tobias de Aguiar

Suplentes:
- João Alvares de Siqueira Bueno
- José Antônio Getúlio de Almeida Machado (assumiu)

7° Distrito:
Deputados
- Antônio Joaquim Ribas
- Joaquim Otávio Nébias
- José Bonifácio de Andrada e Silva
- Scipião Ferreira Goulart Junqueira

Suplentes:
- Antônio Luís Pereira da  Cunha
- José Cândido de Azevedo Marques	 (assumiu)

8° Distrito:
Deputados
- Francisco Egídio da  Fonseca
- Joaquim de Almeida Leite de Moraes
- Joaquim Egídio de Sousa Aranha, Barão de Três Rios
- Amador Rodrigues de Lacerda Jordão, Barão de São João do Rio Claro

Suplentes:
- José Francisco de Paula Eduardo	 (assumiu)
- Luís Carlos de Assumpção	 (assumiu)

9° Distrito:
Deputados
- Antônio de Queirós Teles Júnior
- Delfino Pinheiro de Ulhoa Cintra Júnior
- José Alves dos Santos
- Rodrigo Antônio Monteiro de Barros

Suplentes:
- Antônio José da  Rocha	 (assumiu)
- João Teodoro Xavier de Matos	 (assumiu)

### 14ª Legislatura: de 1862 a 1863
1° Distrito:
Deputados
- Américo Brasiliense de Almeida Melo
- Antônio Carlos Ribeiro de Andrada Machado e Silva
- Antônio Francisco de Paula Sousa
- Francisco Aurélio de Sousa Carvalho
- Francisco Emílio da  Silva Leme
- Francisco Leandro de Toledo
- João da  Silva Carrão
- João Tobias de Aguiar e Castro
- Manuel de Almeida Melo  Freire
- Manuel Jacinto de Araújo Ferraz
- Scipião Ferreira Goulart Junqueira
- Vicente Eufrásio da  Silva Abreu

2° Distrito:
Deputados
- Antônio Casimiro de Macedo Sampaio
- Antônio Clemente dos Santos
- Antônio Luís dos Reis França
- Antônio Moreira da  Costa Guimarães
- Francisco Gomes dos Santos Lopes
- Jacinto Manuel Gonçalves de Andrade
- José Francisco Monteiro
- José Pedro de Gouvêa Veiga
- Mamede José Gomes da  Silva
- Manuel Marcondes de Moura e Costa
- Martim Francisco Ribeiro de Andrada
- Miguel Monteiro de Godoy

3° Distrito:
Deputados
- Antônio Gonçalves Barbosa da  Cunha
- Antônio Mariano de Azevedo Marques
- Delfino Pinheiro de Ulhôa Cintra
- Evaristo de Araújo Cintra
- Francisco António de Araújo
- João Teodoro Xavier de Matos
- João Vicente Valadão
- Joaquim Egídio de Sousa Aranha, Barão de Três Rios
- Joaquim Inácio de Moraes
- Joaquim Otávio Nébias
- Pedro Taques de Almeida Alvim
- Rodrigo Antônio Monteiro de Barros

Suplentes:
- Amador Rodrigues Lacerda de Jordão, Barão de São João do Rio Claro	 (assumiu)

### 15ª Legislatura: de 1864 a 1865
1° Distrito:
Deputados
- Antônio Carlos Ribeiro de Andrada Machado e Silva
- Antônio Moreira de Barros
- Domingos de Almeida Campos
- Fabiano José Moreira de Camargo
- Francisco Aurélio de Sousa Carvalho
- Francisco de Paula Toledo
- Francisco Xavier Pais de Barros
- João Guilherme de Aguiar Whitaker
- João Tobias de Aguiar e Castro
- Manuel de Almeida Melo  Freire
- Olivério José do Pilar
- Vicente Mamede de Freitas

2° Distrito:
Deputados
- Antônio Casimiro de Macedo Sampaio
- Antônio Clemente dos Santos
- Antônio Pedro Teixeira
- Jacinto Manuel Gonçalves de Andrade
- José Hipólito de Oliveira Ramos
- José Manuel de Castro Santos
- José Pedro de Gouvêa Veiga
- Laurindo José de Almeida
- Manuel Jacinto de Araújo Ferraz
- Manuel José da  Silva
- Miguel Monteiro de Godoy

Suplentes:
- Martim Francisco Ribeiro de Andrada	 (assumiu)

3° Distrito:
Deputados
- Américo Brasiliense de Almeida Melo
- Antônio Augusto da  Fonseca
- Antônio Carlos de Arruda Botelho, Barão do Pinhal
- Antônio Joaquim da  Silva Cutrim
- Antônio Pereira dos Santos
- Ernesto Ferreira França
- Francisco Alves dos Santos
- Francisco Antônio de Sousa Queirós Júnior
- Francisco Martins da  Silva
- João Teodoro Xavier de Matos
- Joaquim Egídio de Sousa Aranha, Barão de Três Rios
- Manuel Antônio Duarte de Azevedo

### 16ª Legislatura: de 1866 a 1867
1° Distrito:
Deputados	
- Antônio Moreira de Barros
- Fabiano José Moreira de Camargo
- Francisco Aurélio de Sousa Carvalho
- Francisco Xavier Pais de Barros
- João Francisco de Paula Sousa
- João Guilherme de Aguiar Whitaker
- João Tobias de Aguiar e Castro
- José Leite Penteado
- Manuel de Almeida Melo Freire
- Manuel de Meireles Freire
- Olivério José do Pilar
- Tito Augusto Pereira de Matos

2° Distrito:
Deputados
- Américo Brasiliense de Almeida Melo
- Antônio Carlos Ribeiro de Andrada Machado e Silva
- Antônio Clemente dos Santos
- Camilo Gavião Peixoto
- Francisco de Paula Leme
- Gregório José de Oliveira Costa
- Jacinto Manuel Gonçalves de Andrade
- José Pedro de Gouvêa Veiga
- José Pereira da  Silva Barros
- Manuel Batista da  Cruz Tamandaré
- Miguel Monteiro de Godoy
- Vicente Mamede de Freitas

3° Distrito:
Deputados
- Antônio Carlos de Arruda Botelho, Barão do Pinhal
- Antônio da  Silva Prado
- Antônio Jacinto Lopes de Oliveira
- Antônio José Teixeira
- Delfino Pinheiro de Ulhoa Cintra Júnior
- Fortunato José de Camargo Júnior
- Francisco Aurélio de Sousa Carvalho
- Francisco Martins da Silva
- João Vicente Valadão
- Joaquim Egídio de Sousa Aranha, Barão de Três Rios
- Joaquim Inácio Ramalho
- Pedro Taques de Almeida Alvim
- Francisco Antônio de Sousa Queirós Júmior	 - (assumiu)

### 17ª Legislatura: de 1868 a 1869
1° Distrito:
Deputados
- Antônio de Campos Toledo
- Benedicto Ferreira Coelho
- Francisco Emílio da  Silva Leme
- Francisco Xavier Pais de Barros
- João da  Silva Carrão
- João Francisco de Paula Sousa
- João Guilherme de Aguiar Whitaker
- Joaquim Inácio Ramalho
- José Leite Penteado
- José Rolim de Oliveira Ayres
- Manuel Furquim de Campos
- Nicolau de Sousa Queirós

2° Distrito:
Deputados
- Américo Antônio Ayres
- Antônio Francisco de Aguiar e Castro
- Antônio Moreira de Barros
- Cândido José de Andrade
- Francisco de Paula Ferreira
- Francisco Oliveira Braga
- Jacinto Manuel Gonçalves de Andrade
- José Pedro de Gouvêa Veiga
- José Pereira da  Silva Barros
- José Rodrigues de Toledo e Silva
- Luís Dias Novaes
- Miguel Monteiro de Godoy

3° Distrito:
Deputados
- Antônio Carlos de Arruda Botelho, Barão do Pinhal
- Antônio Francisco de Araújo Cintra
- Bento Francisco de Paula Sousa
- Felício Ribeiro dos Santos Camargo
- Fortunato José de Camargo
- Francisco Antônio de Sousa Queirós Júnior
- Joaquim de Almeida Leite de Moraes
- Jorge de Miranda
- Manuel Ferraz de Campos Sales
- Paulino Ayres de Aguirra
- Prudente José de Moraes Barros
- Tito Pereira de Mattos

Suplentes:
- Bernardo Rodrigues	 - ASSUMIU

### 18ª Legislatura: de 1870 a 1871
1° Distrito:
Deputados	
- Antônio Rodrigues de Azevedo Ferreira
- Francisco António de Araújo
- Francisco Ribeiro de Escobar
- Inácio Walace da  Gama Cochrane
- João Mendes de Almeida
- João Vicente Valadão, Padre
- Joaquim Fernandes de Barros
- Joaquim Lopes Chaves
- José Antônio de Magalhães Castro Sobrinho
- Manuel Firmino Pereira Jorge
- Rodrigo Augusto da  Silva
- Zeferino José da masceno

2° Distrito:
Deputados
- Antônio Pereira Bicudo, Padre
- Frederico José Cardoso de Araújo Abranches
- Joaquim Antônio de Paula Machado
- Joaquim Antônio Fernandes de Oliveira
- Joaquim Otávio Nébias
- José Ferraz de Oliveira
- José Joaquim Cardoso de Melo
- Manuel Jacinto Domingues de Castro, Barão de Paraitinga	 (assumiu)
- Pedro Vicente de Azevedo
- Salvador José Correia Coelho
- Scipião Ferreira Goulart Junqueira, Vigário
- Tobias da Costa Resende, Padre

3° Distrito:
Deputados
- Antônio Augusto da  Fonseca
- Antônio da  Silva Prado
- Antônio Pinheiro de Ulhoa Cintra, Barão de Jaguára
- Cândido Martins da  Silveira Rosa, Padre
- Egídio José da  Piedade
- Estêvão Ribeiro de Sousa Resende, Barão de Resende
- Francisco de Assis Pacheco Júnior
- Joaquim Leonel Ferreira
- José Alves dos Santos
- Manuel Joaquim Pinto de Sousa
- Paulo Egídio de Oliveira Carvalho
- Venâncio de Oliveira Ayres

### 19ª Legislatura: de 1872 a 1873
1° Distrito:
Deputados
- Antônio Cândido de Almeida e Silva
- Antônio Pereira Bicudo, Padre
- Francisco António de Araújo
- Francisco de Paula Rodrigues Alves
- João Vicente Valadão, Vigário
- José Maria Correia de Sá e Benevides
- Luís Alves de Sousa
- Luís Ernesto Xavier
- Paulo Egídio de Oliveira Carvalho
- Salvador José Corrêa Coelho
- Simpliciano da  Rocha Pombo
- Zeferino Jorge Damasceno

2° Distrito:
Deputados
- Antônio de Castro de Mendonça Furtado
- Antônio Rodrigues de Azevedo Ferreira
- Antônio Xavier Freire
- Francisco Ribeiro de Escobar
- Frederico José Cardoso de Araújo Abranches
- Joaquim Antônio de Paula Machado
- Joaquim Antônio Fernandes de Oliveira
- Joaquim Lopes Chaves
- Joaquim Solidônio Gomes dos Reis
- Pedro Vicente de Azevedo
- Scipião Ferreira Goulart Junqueira
- Tobias da  Costa Resende

3° Distrito:
Deputados
- Antônio Joaquim de Freitas Leitão
- Antônio Pinheiro de Ulhoa Cintra, Barão de Jaguára
- Demétrio Leopoldo Machado, Cônego
- Francisco Marques da  Silva
- Joaquim Augusto Ferreira Alves
- Joaquim Leonel Ferreira
- José Francisco de Paula Eduardo
- José Vaz de Almeida
- Luís Rodrigues Ferreira
- Luís Silvério Alves Cruz
- Manuel Affonso Pereira Chaves
- Rafael de Araújo Ribeiro Filho

### 20ª Legislatura: de 1874 a 1875
1° Distrito:
Deputados	
- Antônio Cândido de Almeida e Silva
- Antônio Pereira Bicudo, Padre
- Inácio Walace da  Gama Cochrane
- João Vicente Valadão, Vigário
- Joaquim Fernandes Cantinho Sobrinho
- José Antônio de Magalhães Castro Sobrinho
- Luís Alves de Sousa
- Paulo Delfino da  Fonseca
- Paulo Egídio de Oliveira Carvalho
- Salvador José Corrêa Coelho
- Scipião Ferreira Goulart Junqueira, Vigário
- Zeferino Jorge da masceno

2° Distrito:
Deputados
- Antônio Rodrigues de Azevedo Ferreira
- Benjamin de Toledo e Melo, Cônego
- Francisco Marcondes de Moura e Costa
- Frederico José Cardoso de Araújo Abranches
- Joaquim Antônio de Paula Machado
- Joaquim Lopes Chaves
- Joaquim Sertório
- José Luís de Almeida Nogueira
- Manuel Pereira de Sousa Arouca
- Marcelino José de Carvalho
- Pedro Vicente de Azevedo
- Simpliciano da  Rocha Pombo

3° Distrito:
Deputados
- Antônio Joaquim de Freitas Leitão
- Antônio Pinheiro de Ulhoa Cintra, Barão de Jaguára
- Demétrio Leopoldo Machado, Cônego
- Elias Antônio Pacheco Chaves
- Egídio José da  Piedade
- Estêvão Ribeiro de Sousa Resende, Barão de Resende
- Francisco Alves dos Santos
- Francisco da  Cunha Bueno
- Francisco de Paula Rodrigues Alves
- Joaquim Celidônio Gomes dos Reis
- Joaquim Leonel Ferreira
- Manuel Joaquim Pinto de Sousa

### 21ª Legislatura: de 1876 a 1877
1° Distrito:
Deputados	
- Antônio Joaquim da Rosa (Barão de Piratininga)
- Antônio Pereira Bicudo
- Antônio Pereira Payão Silveira
- Francisco Antônio Dutra Rodrigues
- Inácio Walace da Gama Cochrane
- João José de Carvalho
- João Vicente Valadão
- Joaquim Benedito de Queirós Telles (Barão do Japy)
- Joaquim José Vieira de Carvalho
- Paulo Delfino da  Fonseca
- Paulo Egídio de Oliveira Carvalho
- Salvador José Corrêa Coelho

2° Distrito:
Deputados
- Antônio Rodrigues de Azevedo Ferreira
- Benedicto Teixeira Pinto, Vigário
- Bento Antônio de Sousa e Almeida, Padre
- Francisco Bento de Alvarenga
- Francisco Gonçalves Pereira
- Frederico José Cardoso de Araújo Abranches
- Joaquim Antônio de Paula Machado
- Joaquim Celidônio Gomes dos Reis
- Joaquim Lopes Chaves
- José Luís de Almeida Nogueira
- Manuel Inocencio Moreira da  Costa
- Manuel Jacinto Domingues de Castro (Barão de Paraitinga)

3° Distrito:
Deputados
- Antônio Augusto da  Fonseca
- Antônio Pinheiro de Ulhoa Cintra, Barão de Jaguára
- Estêvão Ribeiro de Sousa Resende, Barão de Resende
- Francisco Alves dos Santos
- Francisco da  Cunha Bueno
- Inácio Gabriel Monteiro de Barros
- Joaquim Alves Ferreira, Padre
- Joaquim Corrêa de Melo
- Joaquim Leonel Ferreira
- Joaquim Sertório
- José Lisboa de Almeida
- Luís Silvério Alves Cruz

### 22ª Legislatura: de 1878 a 1879
Deputados
- Antônio Augusto da  Fonseca
- Antônio Joaquim da Rosa (Barão de Piratininga)
- Antônio Moreira de Barros
- Antônio Pereira Bicudo, Vigário
- Antônio Pinheiro de Ulhoa Cintra, Barão de Jaguára
- Cesário Nazianzeno de Azevedo Mota Magalhães Júnior
- Estêvão Ribeiro de Sousa Resende, Barão de Resende
- Francisco Alves dos Santos
- Francisco Antônio Dutra Rodrigues
- Francisco de Paula Rodrigues Alves
- Francisco Marcondes de Moura e Costa
- Frederico José Cardoso de Araújo Abranches
- Gregório José de Oliveira Costa Júnior
- Inácio Walace da  Gama Cochrane
- João Batista de Moraes
- João Marcondes de Moura Romeiro
- João Vicente Valadão, Vigário
- João Vieira de Sousa Neves
- Joaquim Antônio de Paula Machado
- Joaquim Benedito de Queiros Telles, Barão do Japi
- Joaquim Celidônio Gomes dos Reis
- Joaquim de Almeida Leite de Moraes
- Joaquim Egídio de Sousa Aranha, Barão de Três Rios
- Joaquim José de Abreu Sampaio
- Joaquim José Vieira de Carvalho
- Joaquim Leonel Ferreira
- José Luís de Almeida Nogueira
- José Machado Pinheiro Lima
- Martim Francisco Ribeiro de Andrada Neto
- Martinho da  Silva Prado Júnior
- Paulo Delfino da  Fonseca
- Paulo Egídio de Oliveira Carvalho
- Pedro Vicente de Azevedo
- Prudente José de Moraes Barros
- Salvador José Corrêa Coelho

### 23ª Legislatura: de 1880 a 1881
Deputados	
- Antônio Campos de Toledo
- Antônio Carlos de Arruda Botelho, Barão do Pinhal
- Antônio Ferreira de Castilho
- Antônio Joaquim Leme
- Antônio José da  Costa Júnior
- Antônio José Ferreira Braga
- Antônio José Nogueira
- Antônio José Rodrigues de Siqueira
- Antônio Luís dos Reis França, Padre
- Bento Francisco de Paula Sousa
- Camilo de Andrade
- Camilo Gavião Peixoto
- Carlos Norberto de Sousa Aranha
- Francisco Antônio de Sousa Queirós
- Francisco Barbosa Lima
- Francisco de Assis de Oliveira Braga
- Francisco Martins da  Silva
- Herculano Marcos Inglês de Sousa
- João Alvares de Siqueira Bueno
- João Clímaco de Camargo, Cônego
- João Egídio de Sousa Aranha
- João Floriano Martins de Toledo
- João Marcondes de Moura Romeiro
- José Oscar de Araújo Cunha
- José Pedro de Paiva Baracho
- José Ricardo Moreira de Barros
- José Teixeira Cavaleiros
- Luís Carlos de Assumpção
- Luís Gonzaga de Oliveira Costa
- Nicolau de Sousa Queirós
- Philadelfo de Sousa Castro
- Procópio de Toledo Malta
- Rafael da bney de Avelar Brotero
- Rodrigo Lobato Marcondes Machado
- Theófilo José Antunes Braga
- Tito Corrêa de Melo

Suplentes:
- Alfredo Silveira da  Motta
- Antônio Januario Pinto Ferraz
- Francisco Xavier Pais de Barros, Barão de Tatuí
- Francisco Barbosa Bueno
- João Teixeira Cavaleiro
- José Joaquim Carlos de Melo  Júnior
- Licurgo de Castro Santos
- Luís de Anhaia Melo
- Manuel Dias de Aquino e Castro
- Sizenando da  Cruz Dias

### 24ª Legislatura: de 1882 a 1883
1° Distrito:
Deputados
- Antônio da  Silva Prado
- Augusto de Sousa Queirós
- Felício Ribeiro dos Santos Camargo
- João Batista de Moraes
- João Vicente Valadão, Vigário

2° Distrito:
Deputados
- Francisco de Paula de Paiva Baracho
- Francisco de Paula Toledo, Padre
- Rodrigo Lobato Marcondes Machado

3° Distrito:
Deputados
- Antônio José da  Costa Júnior
- Frederico José Cardoso de Araújo Abranches
- Pedro Vicente de Azevedo
- Theófilo José Antunes Braga

4° Distrito:
Deputados
- Antônio José Ferreira Braga
- Francisco Rangel Pestana
- João Batista de Castro Andrade
- José Rodrigues de Oliveira, Cônego

5° Distrito:
Deputados
- Alfredo Silveira da  Motta
- Antônio Gomes Pinheiro Machado
- Egídio José da  Piedade
- Joaquim Leonel Ferreira

6° Distrito:
Deputados
- Camilo de Andrade
- Henrique da  Cunha Moreira
- Herculano Marcos Inglês de Sousa
- José Evaristo Alves da  Cruz

7° Distrito:
Deputados
- Carlos Norberto de Sousa Aranha
- Gabriel de Toledo Piza e Almeida
- José Oscar de Araújo Cunha
- Manuel Ferraz de Campos Sales

8° Distrito:
Deputados
- Antônio Carlos de Arruda Botelho, Barão do Pinhal
- Domingos José Nogueira Jaguaribe Filho
- Prudente José de Moraes Barros
- Rafael Correia da  Silva Sobrinho

9° Distrito:
Deputados
- Antônio José Correia
- Estevam Leão Bourroul
- Francisco Barbosa Lima
- Martinho da  Silva Prado Júnior

### 25ª Legislatura: de 1884 a 1885
1° Distrito:
Deputados
- Antônio da  Silva Prado
- Augusto de Sousa Queirós
- João Alvares de Siqueira Bueno
- João Batista de Moraes

2° Distrito:
Deputados
- Joaquim Lopes Chaves
- Rodrigo Lobato Marcondes Machado
- Antônio Moreira de Barros
- Frederico José Cardoso de Araújo Abranches

3° Distrito:
Deputados
- Francisco de Assis de Oliveira Braga Filho
- Joaquim Gomes de Siqueira Reis
- José Vicente de Azevedo
- Theófilo José Antunes Braga

4° Distrito:
Deputados
- Antônio José Ferreira Braga
- Bento Francisco de Paula Sousa
- Joaquim Benedito de Queirós Telles (Barão do Japy)
- José Rodrigues de Oliveira

5° Distrito:
Deputados
- Alfredo Silveira da  Motta
- Egídio José da  Piedade
- Joaquim Leonel Ferreira
- Tito Correia de Melo

6° Distrito:
Deputados
- Antônio Cândido Rodrigues
- Antônio Silvério de Alvarenga
- Henrique da  Cunha Moreira
- José Evaristo Alves da  Cruz

7° Distrito:
Deputados
- Antônio Muniz de Sousa
- Carlos Norberto de Sousa Aranha
- Gabriel de Toledo Piza e Almeida
- José Alves dos Santos

8° Distrito:
Deputados
- Antônio Carlos de Arruda Botelho, Visconde do Pinhal
- Antônio de Campos Toledo
- Delfino Pinheiro de Ulhôa Cintra
- Manuel de Moraes Barros

9° Distrito:
Deputados
- Antônio José Correia
- Antônio Luís Pereira da  Cunha
- João Batista da  Silveira
- Martinho da  Silva Prado Júnior

### 26ª Legislatura: de 1886 a 1887
1° Distrito:
Deputados	
- Antônio Caio da  Silva Prado
- Aquelino Leite do Amaral Coutinho
- Augusto de Sousa Queirós
- Francisco Dias Novaes

2° Distrito:
Deputados
- Antônio Ferreira de Castilho
- Joaquim Lopes Chaves
- Pedro Vicente de Azevedo
- Rodrigo Lobato Marcondes Machado

3° Distrito:
Deputados
- João Ribeiro Marcondes Machado
- Joaquim Celidônio Gomes dos Reis
- José Luís de Almeida Nogueira
- Theófilo José Antunes Braga

4° Distrito:
Deputados
- Antônio José Ferreira Braga
- Joaquim Benedito de Queirós Telles (Barão do Japy)
- José Rodrigues de Oliveira
- Luís Carlos de Assumpção

5° Distrito:
Deputados
- Alfredo Silveira da  Motta
- Egídio José da  Piedade
- Joaquim Leonel Ferreira
- Theófilo Dias de Mesquita

6° Distrito:
Deputados
- Antônio Cândido Rodrigues
- Rodrigo Augusto da  Silva
- Francisco de Assis de Oliveira Braga Filho
- José Evaristo Alves da  Cruz

7° Distrito:
Deputados
- Arthur Prado de Queirós Teles
- Francisco Quirino dos Santos
- Gabriel de Toledo Piza e Almeida
- João Egídio de Sousa Aranha

8° Distrito:
Deputados
- Antônio Carlos de Arruda Botelho, Visconde do Pinhal
- Augusto César de Mattos
- Francisco Rangel Pestana
- Rafael Correia da  Silva Sobrinho

9° Distrito:
Deputados
- Antônio José Correia
- João Batista da  Silveira
- João Carlos Leite Penteado
- João de Cerqueira Mendes

### 27ª Legislatura: de 1888 a 1889
1° Distrito:
Deputados
- Antônio da  Silva Prado
- Augusto de Sousa Queirós
- Delfino Pinheiro de Ulhôa Cintra
- João Batista de Moraes

2° Distrito:
Deputados
- Antônio Ferreira de Castilho
- João Batista de Melo  Peixoto
- Joaquim Lopes Chaves
- Rodrigo Lobato Marcondes Machado

3° Distrito:
Deputados
- João Alves Rubião Júnior
- José Vicente de Azevedo
- Pedro Vieira Teixeira Pinto
- Theófilo José Antunes Braga

4° Distrito:
Deputados
- Antônio José Ferreira Braga
- Antônio Manuel Alves
- Joaquim Benedito de Queirós Teles (Barão do Japi)
- Juvenal Francisco Parada

5° Distrito:
Deputados
- Domingos José Nogueira Jaguaribe Filho
- Egídio José da  Piedade
- Eugênio Leonel Ferreira
- Manuel Joaquim de Albuquerque Lins

6° Distrito:
Deputados
- Antônio Cândido Rodrigues
- José Luís de Almeida Nogueira
- Manuel Antônio Duarte de Azevedo
- Pedro Vicente de Azevedo

7° Distrito:
Deputados
- Bernardino de Campos
- Manuel Ferraz de Campos Sales
- Joaquim Pinto da  Silveira Cintra
- Martinho da  Silva Prado Júnior

8° Distrito:
Deputados
- Firmiano de Moraes Pinto
- José Augusto da  Rocha Almeida
- Prudente José de Moraes Barros
- Randolfo Margarido da  Silva

9° Distrito:
Deputados
- Antônio José Correia
- Francisco Tomás de Carvalho
- João Carlos Leite Penteado
- João de Cerqueira Mendes